# 仲里繁
仲里 繁（なかざと しげる、男性、1972年6月13日 - ）は、日本のプロボクサー。沖縄県宜野湾市出身。右ファイター。元OPBF東洋太平洋スーパーバンタム級王者。2005年10月21日に引退。宜野湾高校卒業。長男の周磨もプロボクサー。

## 戦績
- 1994年12月18日、沖縄ワールドリングボクシングジム所属でプロデビュー。和田英嗣を相手に1RKO勝ちを収めた。
- 1995年5月14日、橋本貴幸に3RKO負けで初黒星を喫した。
- 1996年12月9日、西日本新人王決勝戦で延山丈二に6RKO勝ちし、西日本バンタム級新人王を獲得。
- 1997年2月15日、東西新人王対抗戦で渡辺純一に6R判定勝ちし、全日本バンタム級新人王を獲得。
- 1999年2月22日、元世界2階級王者ムアンチャイ・キティカセムと対戦し、4RTKO勝ちを収めた。
- 1999年4月24日、日本バンタム級王者西岡利晃に挑戦し8RTKO負け。王座獲得ならず。
- 2000年10月18日、日本バンタム級王者仲宣明に挑戦し10R判定負け。王座獲得ならず。
- 2002年5月18日、OPBF東洋太平洋スーパーバンタム級王座決定戦で趙龍仁に3RTKO勝ち。30歳で初王座獲得。同王座は1度防衛後に返上。ボクシングの2002年度プロ・アマチュア年間表彰選手選考会でKO賞に選出された。
- 2003年4月26日、オスカー・ラリオスのWBC世界スーパーバンタム級王座に挑戦。序盤に2度のダウンを奪われたものの、その後は持ち前の馬力で試合を押し返し、8R2分45秒には左フックでラリオスの顎を骨折させる。しかし、ダウンによる失点が響いて12R判定負け。世界王座獲得ならず。この試合は、WBCの年間最高試合賞を獲得し[2]、2003年度プロ・アマチュア年間表彰選手選考会でも同賞に選出された。また、仲里は後者では敢闘賞にも選出された。
- 2004年3月6日、オスカー・ラリオスの世界王座に再挑戦。今回も互角の打ち合いを見せるが、後半はラリオスがポイント収集に徹底し、12R判定負けを喫した。
- 2004年10月30日、当時無敗の世界ランカー木村章司と、世界王座挑戦権をかけて対戦。10R判定の結果、引き分ける。
- 2005年4月29日、フランスでWBA世界スーパーバンタム級王者のマヤル・モンシプールに挑戦。1Rから壮絶な打撃戦となったが、6RTKO負けで敗れ世界王座獲得ならず[3][4]。しかし、仲里の勇敢なファイトに、敵地フランスの観客からも、敗者仲里に大きな声援が送られた。この試合を最後に引退。
- 2007年6月15日、郷里の沖縄県宜野湾市にボクシングクラブ・ナカザトを開設し後進の育成を行っている。

## 獲得タイトル
- 西日本バンタム級新人王戦優勝
- 全日本バンタム級新人王戦優勝
- 第28代OPBF東洋太平洋スーパーバンタム級王座（防衛1＝返上）